# Binært præfiks
 For alternative betydninger, se Præfiks (flertydig). (Se også artikler, som begynder med Præfiks)
Et binært præfiks anvendes til at udtrykke store antal bit, byte, bps og andre computer-enheder. Binært præfiks er afledt af SI-præfiks som kilo-, mega-, osv., og har næsten den samme betydning.
Det binære præfiks sættes foran navnet på en enhed, f.eks. kbyte, megabyte, osv. De binære præfikser forkortes (som med SI-præfiks) k for kilo, M for mega, G for giga, hvorved vi opnår betegnelserne kbyte (eller KB), megabyte (MB), osv. Vi kan således tale om en PC med 512 Mbyte lager, at en DVD har plads til 4,7 GB data eller at en bestemt sang som mp3 eller at en Apple Macintosh i 1984 havde 128 kilobyte ram.
I daglig tale bruges disse betegnelse på samme måde som SI-betegnelserne. Betydningen er dog ikke helt den samme. SI-præfiks angiver 10n, mens binært præfiks angiver 2n. De præcise tal er:
| Navn  |   | binær faktor                            | SI faktor    |
| kilo  | K | 210 = 1024                              | 103 = 1000   |
| mega  | M | 220 = 1 048 576                         | 106 = 1 000  |
| giga  | G | 230 = 1 073 741 824                     | 109 = 1 000  |
| tera  | T | 240 = 1 099 511 627 776                 | 1012 = 1 000 |
| peta  | P | 250 = 1 125 899 906 842 624             | 1015 = 1 000 |
| exa   | E | 260 = 1 152 921 504 606 846 976         | 1018 = 1 000 |
| zetta | Z | 270 = 1 180 591 620 717 411 303 424     | 1021 = 1 000 |
| yotta | Y | 280 = 1 208 925 819 614 629 174 706 176 | 1024 = 1 000 |

Bemærk at forkortelserne er de samme for binære præfikser og SI-præfikser, på nær kilo, som i binært præfiks skrives K mens kilo i SI-præfiks skrives k. Der er dog helt normalt at se k anvendt for der menes det binære præfiks for kilo, f.eks. kbyte.
Baggrunden for at de binære præfikser er blevet udbredt inden for computer-verdenen er, at computere arbejder med binært talsystem og at sn aritmetik derfor var naturligt i computerens barndom. Dette gælder i nogen grad stadig, f.eks. vil et ram-modul til en computer stort set altid have en størrelse der kan angives som 2n, f.eks. 256 MB. Bemærk at 256 = 28.
Det er forvirrende at de samme betegnelser anvendes i to betydninger. Man kan dog nogenlunde regne med, at computer-betegnelser anvender binært præfiks, mens alle andre anvender SI-præfiks. Kun fabrikanter af harddiske anvender systematisk betegnelse Gbyte som 109 bytes.
Inden for telekommunikation anvendes SI-præfiks, mens programmører der arbejder med datanet typisk anvender binært præfiks. Da begge grupper angiver båndbredde i f.eks. Mbps kan der opstå forvirring.
Det er værd at bemærke, at jo større tal, jo større er forskellen på binært og SI-præfiks. Forvirringen bliver derfor større efterhånden som computere, harddiske, m.v. bliver større.

## IEC præfiks
I 1999 forsøgte International Electrotechnical Commission (IEC) at råde bod på forvirringen med et tillæg (Amendment 2) til "IEC 60027-2" standarden. Denne standard foreskriver betegnelserne kibi-, mebi-, gibi-, tebi-, pebi-, exbi- for binære præfiks. Navnene er dannet som en sammentrækning af SI-præfiks og "binær", altså kilobinær = kibi:
| Navn |    | Faktor                          |
| kibi | Ki | 210 = 1024                      |
| mebi | Mi | 220 = 1 048 576                 |
| gibi | Gi | 230 = 1 073 741 824             |
| tebi | Ti | 240 = 1 099 511 627 776         |
| pebi | Pi | 250 = 1 125 899 906 842 624     |
| exbi | Ei | 260 = 1 152 921 504 606 846 976 |

Disse betegnelser er dog aldrig kommet i almindelig brug (Pr. 2006).